# Hugh Richardson

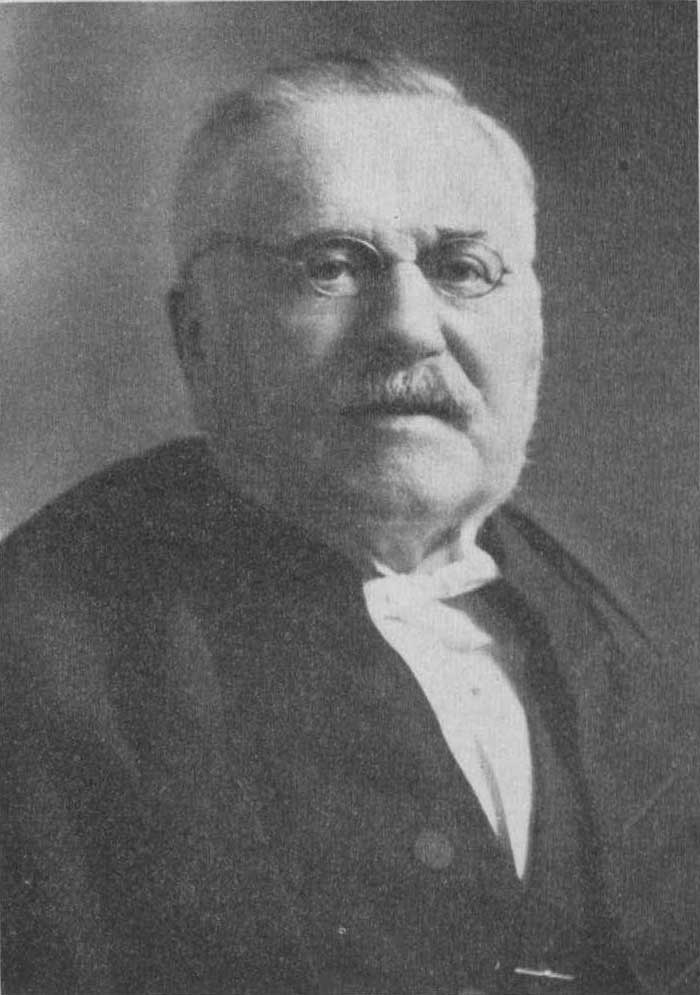
John Richardson

Hugh Richardson (* 21. Juli 1826 in London; † 15. Juli 1913 in Ottawa) war ein kanadischer Richter. Er wurde 1885 nach der Nordwest-Rebellion landesweit bekannt, als er den Hochverratsprozess gegen Louis Riel leitete und ihn zum Tode verurteilte.

## Biografie
Richardson wanderte als Fünfjähriger mit seiner Familie nach Oberkanada aus und verbrachte seine Jugend in York (das heutige Toronto). Er studierte Recht an der Osgoode Hall Law School und erhielt 1847 die Zulassung als Rechtsanwalt. Danach führte er bis 1872 eine Kanzlei in Woodstock; von 1856 bis 1862 war er auch als Staatsanwalt im Oxford County tätig. Außerdem gehörte Richardson der lokalen Miliz an; er diente unter Garnet Wolseley und stieg bis zum Oberstleutnant auf. 1872 ernannte ihn die Bundesregierung zum Verwaltungsleiter des Justizministeriums.
1876 folgte die Ernennung zum Magistraten in den Nordwest-Territorien und Richardson ließ sich in Battleford nieder. 1883 zog er zusammen mit der ganzen Territorialverwaltung nach Regina um, wo er zusätzlich zu seinem Richteramt Rechtsberater des Vizegouverneurs war. Daneben gehörte er bis 1888 ex officio der Territorialregierung an und war maßgeblich dafür besorgt, das Rechtssystem der Provinz Ontario den Bedürfnissen der Nordwest-Territorien anzupassen.
Vom 20. bis zum 31. Juli 1885 leitete Richardson den viel beachteten Hochverratsprozess gegen Louis Riel, dem Anführer der Métis während der Nordwest-Rebellion. Er gewährte dem Angeklagten relativ viel Redezeit, um sich selbst zu verteidigen. Die sechs Geschworenen sprachen Riel schließlich in allen Punkten für schuldig, empfahlen aber eine Begnadigung. Richardson ging jedoch nicht auf diese Empfehlung ein und verurteilte ihn zum Tode durch Hängen.
1887 wurde Richardson in den neu geschaffenen Obersten Gerichtshof der Nordwest-Territorien berufen. Von 1888 bis 1891 gehörte er ex officio der Gesetzgebenden Versammlung an. In Abwesenheit des Vizegouverneurs war er 1897 und 1898 jeweils während kurzer Zeit Administrator der Nordwest-Territorien. 1903 ging er in Pension und er verbrachte seine letzten Lebensjahre bei seiner Tochter in Ottawa.